# Palas Athena
A Associação Palas Athena do Brasil é uma organização filantrópica brasileira (ou Organização Não Governamental) que trabalha com uma série de programas e projetos nas áreas de "Educação, Saúde, Direitos Humanos, Meio Ambiente e Promoção Social". De acordo com o seu sítio digital, ela tem como finalidade a "aprimoração da convivência humana por meio da aproximação de culturas e articulação dos saberes".

Fundada em 1972, é uma organização da sociedade civil e sem fins lucrativos, declarada de utilidade pública pelo município de São Paulo, pelo estado de São Paulo e pela união. De acordo com a base de dados da Organização das Nações Unidas para a Educação Ciência e Cultura (UNESCO) sobre organizações que promovem a Cultura de Paz no Brasil e no mundo: "A Associação trabalha com o desenvolvimento de programas sócioeducativos e projetos para redes de participação cidadã. Promove o estudo das filosofias africanas, orientais, ameríndias e ocidentais. Oferece cursos, seminários, mesas redondas, oficinas, palestras e apresentações artísticas, realizados em diversas cidades e estados do Brasil. Fundados no eixo dos programas educacionais desenvolvem-se os projetos com parceiros institucionais e outras realizações em vários pontos do país".

## Comitê Paulista para a Década da Cultura de Paz
Em 1999 a Associação Palas Athena iniciou os trabalhos para a divulgação do Manifesto 2000, empreendendo uma campanha para criar comissões para a elaboração de políticas públicas sobre cultura de paz dentro de câmeras municipais de todo o Brasil. Após o lançamento do Manifesto, uma série de organizações iniciaram a sua disseminação através de diversas ações. 
Nesse mesmo período, teve início o Comitê Paulista para a Década da Cultura de Paz, espaço idealizado para promover o encontro de pessoas e ideias para a construção de uma cultura de paz. O Comitê promoveu 85 fóruns mensais em peridiocidade ao longo dos anos 2000 – 2010, abrindo o espaço de discussão em torno dos 8 eixos da Cultura de Paz propostos pela UNESCO. O Comitê de Cultura de Paz continua em atividade e promove fóruns mensais no MASP.